# Flucht der weißen Hengste
Flucht der weißen Hengste (Originaltitel: Miracle of the White Stallions) ist ein 1962 gedrehter Film des Studios Walt Disney. Regie führte Arthur Hiller. Neben Robert Taylor, der die historische Gestalt des Offiziers Alois Podhajsky verkörperte, spielten Lilli Palmer und Eddie Albert die Hauptrollen. Der Film handelt von der Evakuierung der Lipizzanerhengste der Spanischen Hofreitschule im Zweiten Weltkrieg. Große Teile des Films, der nach dem Roman von Alois Podhajsky entstand, wurden in der Winterreitschule und in den Stallungen der Hermesvilla in Wien gedreht.

## Zusammenfassung der Handlung
Im Zweiten Weltkrieg muss Oberst Alois Podhajsky die wertvollen Lipizzanerhengste der Spanischen Hofreitschule aus Wien evakuieren, um sie vor den anrückenden sowjetischen Truppen zu retten. Podhajsky weiß, dass der US-amerikanische General Patton ein Faible für Pferde hat und ihm helfen könnte. Um ihn für die Schulhengste zu interessieren, präsentiert Podhajsky ihm die Spanische Hofreitschule in einer Vorstellung. Die Rettung im Rahmen der Operation Cowboy gelingt, die historischen Einzelheiten finden sich im Hauptartikel über Lipizzaner.

## Produktion
Der Film wurde in Wien und Umgebung gedreht, Drehorte waren u. a. die Wiener Rosenhügelstudios und die Hermesvilla im Lainzer Tiergarten. Die Bahnhofsszenen (spielend in Wien Westbahnhof und am zerbombten Bahnhof in Linz) wurden am Wiener Franz-Josefs-Bahnhof gedreht, man sieht in einigen Szenen im Hintergrund den Viadukt der Wiener Elektrischen Stadtbahn. Einige Einstellungen wurden in der von Absiedlung (Erweiterung des Truppenübungsplatz Bruckneudorf 1939–1945) und Verfall gezeichneten Ortschaft Sommerein gedreht. In einer (heute auch lokalgeschichtlich) bemerkenswerten Kamerafahrt rollt ein US-Panzer vom damaligen Gasthaus Deininger vorbei an den verfallenen Häusern des Marktes zur gerade frisch renovierten Kirche, vor der die Waffenübergabe an die US-Soldaten stattfindet. Im Hintergrund sind Pfarrhof und Dreifaltigkeitssäule zu sehen. Eine weitere Einstellung bildet der Innenhof des Schlosses der Karoline von Fuchs-Mollard mit seinen längst abgerissenen Nebengebäuden und Speichern. Die Gefechtsszenen fanden am Truppenübungsplatz Bruckneudorf bei Kaisersteinbruch statt. Zwei der statierenden Bundesheersoldaten erlitten dabei Verletzungen und mussten zur Behandlung ins Krankenhaus Hainburg gebracht werden.
Walt Disney überraschte die Filmcrew mit einem Kurzbesuch am Sommereiner Set. Der 11-jährige Sohn des damaligen Gemeindesekretärs Johann Hornacek durfte einige Fotos schießen und erhielt zwei Autogramme des Filmtycoons.

## Kritik
„[…] gefühlvolle Familienunterhaltung im bekannten Stil des Disney-Studios. Eine absonderliche Verquickung von vereinfachter Geschichtsschilderung, gefühlvoller Tierstory und typisch amerikanischer Selbstbestätigung.“